# ویاندن
ویاندن (به لوکزامبورگی: Veianen) یک شهرداری در شهر ویاندن کشور دوک‌نشین لوکزامبورگ است که ۹٫۶۷ کیلومترمربع مساحت دارد و جمعیت آن در سال ۲۰۱۱ میلادی ۱۶۹۲ نفر بوده‌است.

## بخش‌ها
این شهرداری ۲ بخش یا زیرمجموعه دارد که عبارتند از:
- شایرهاف (Scheierhaff)
- ساناتوریوم (Sanatorium)

## تاریخچه جمعیت
تاریخچه رشد جمعیت این شهرداری در جدول زیر آمده‌است  :
| سال  | جمعیت |
| ---- | ----- |
| ۱۸۲۱ | ۱۴۴۰  |
| ۱۸۵۱ | ۱۵۳۰  |
| ۱۸۸۰ | ۱۴۳۵  |
| ۱۹۱۰ | ۱۱۷۸  |
| ۱۹۳۵ | ۱۱۹۵  |
| ۱۹۴۷ | ۱۱۱۱  |
| ۱۹۶۰ | ۱۶۰۵  |
| ۱۹۷۰ | ۱۵۲۰  |
| ۱۹۸۱ | ۱۵۰۰  |
| ۱۹۹۱ | ۱۴۸۰  |
| ۲۰۰۱ | ۱۵۱۱  |
| ۲۰۰۴ | ۱۵۳۰  |
| ۲۰۰۷ | ۱۶۶۳  |
| ۲۰۱۰ | ۱۶۷۹  |
| ۲۰۱۱ | ۱۶۹۲  |